# نیروگاه بادی بورگوس
نیروگاه بادی بورگوس (انگلیسی: Burgos Wind Farm) یک نیروگاه بادی در بورگوس، ایلوکوس شمالی، فیلیپین است. این دومین نیروگاه بادی است که در استان ایلوکوس شمالی ساخته شد و بزرگ‌ترین پروژه از نوع خودش در فیلیپین می‌باشد. هزینه ساخت این نیروگاه بالغ بر ۴۵۰ میلیون دلار تخمین زده شده بود. نیروگاه بادی بورگوس در روز ۹ نوامبر ۲۰۱۴ راه‌اندازی گردید و بعد از اینکه به‌طور کامل به بهره‌برداری رسید به بزرگ‌ترین نیروگاه بادی در کشور و جنوب شرق آسیا تبدیل شد که ۶۰۰ هکتار و سه بارانگای بورگوس یا به عبارت دیگر سائویت (Saoit)، پوبلاشون (Poblacion) و ناگسوروت (Nagsurot) را تحت پوشش قرار می‌داد. این نیروگاه، اولین پروژه‌ای بود که توسط وزارت انرژی در نظر گرفته شد تا برای طرح سیاست خرید تضمینی برق وزارتخانه انتخاب شود.